# История Нижнего Новгорода

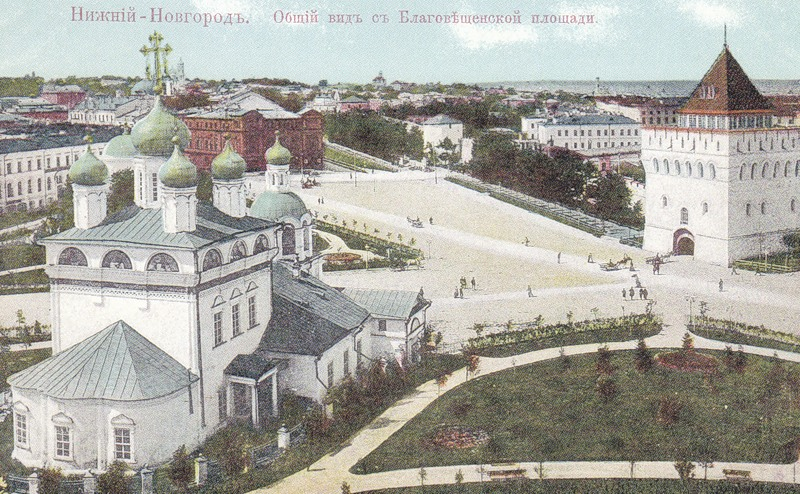
Благовещенская площадь и Нижегородский кремль

Нижний Новгород был основан князем Юрием Всеволодовичем в 1221 году. Его жители, под предводительством старосты Кузьмы Минина и князя Дмитрия Пожарского, собрали ополчение для освобождения Москвы от польских захватчиков в 1611 году. Город был главным международным торговым центром России с 1817 года. В советский период был переименован в Горький, в честь писателя Максима Горького, и являлся закрытым индустриальным городом Советского Союза. Во время Великой Отечественной войны, на протяжении трёх лет, подвергался бомбардировкам со стороны немецкой авиации, из-за чего его промышленная часть оказалась практически разрушена. За год до распада Советского Союза городу было возвращено название Нижний Новгород. В современной России город стал политическим и административным центром Приволжского федерального округа и взял курс на развитие туризма.

## Основание

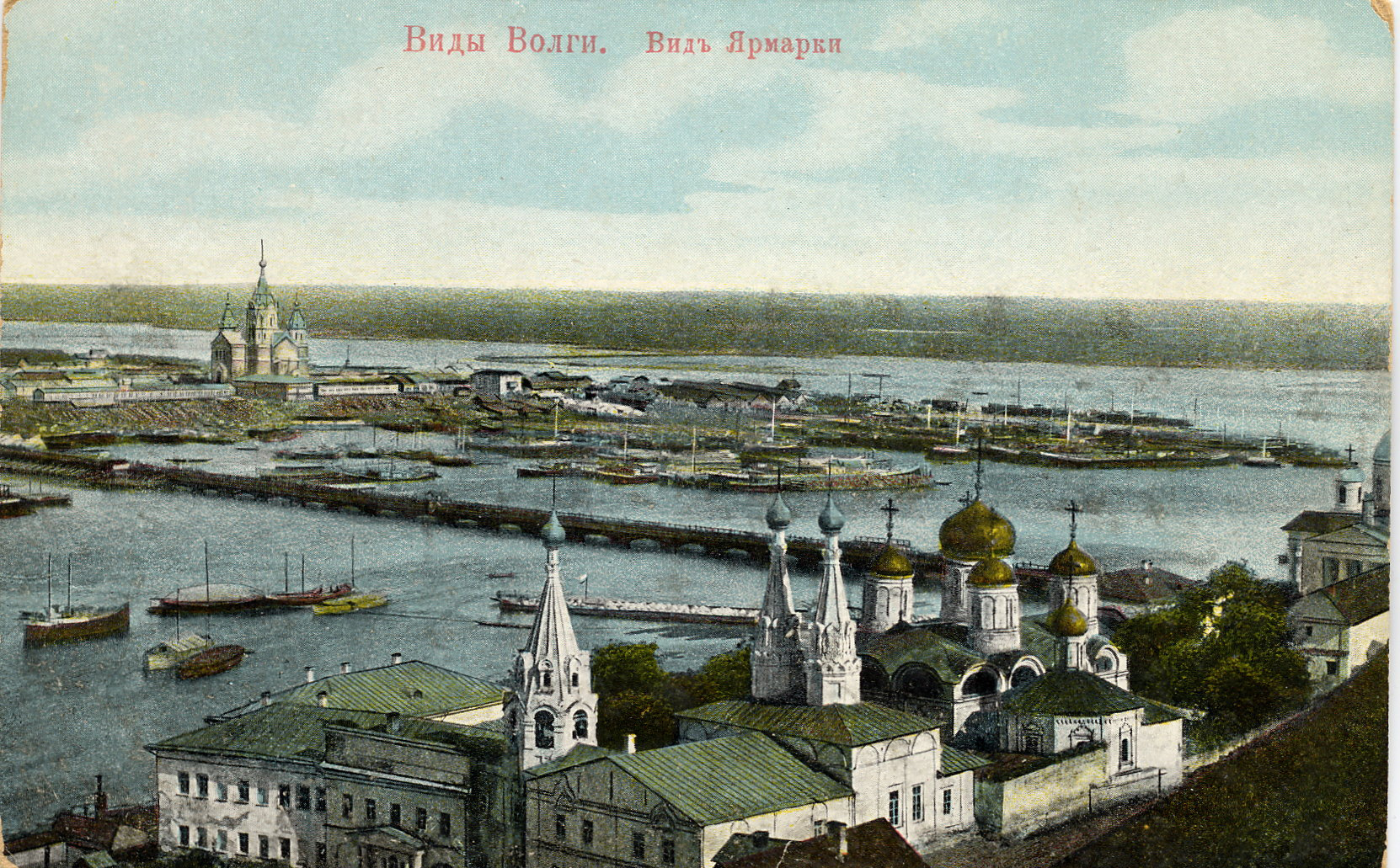
Вид на Волгу, Благовещенский монастырь и Стрелку. 1894 год

При военных походах русских князей на Волжскую Булгарию удобное место в устье Оки использовалось как место сбора для муромских и суздальских войск. В 1220 году великий князь Юрий Всеволодович провёл удачный поход на булгар, после чего в следующем году «решился укрепить за Русью важное место» и основал город в устье Оки.
Название города — Новгород, то есть «новый город», — привело историков к мысли о существовании некоего более раннего поселения. Гипотеза о «Старом городке» неоднократно поддерживалась историками, при этом высказывались версии о булгарском, мордовском-эрзя («Абрамов городок» — эрз. Обран ош) или русском («суздальский старый город») происхождении этого города. Делались попытки доказать идентичность «старого городка» с булгарскими городами Ошел, Бряхимов и Великим городом. Археологические данные не поддерживают ни одну из гипотез, демонстрируя отсутствие каких-либо более ранних построек на территории Нижегородского кремля и в окрестностях Нижнего.
Относительно появления прилагательного «нижний», появившегося в названии города в более поздних летописных источниках, существует несколько предположений:
- для отличия от Великого Новгорода и других Новгородов, поскольку город находился в «низовской земле» (в титулах императоров он продолжал именоваться «Новагородом низовския земли» до революции февраля 1917 года)[8];
- город находился ниже относительно «Старого городка», расположенного выше по Оке[9];
- город находился вниз по Волге от Городца[10].

Основание Нижнего Новгорода стало началом активного расширения русского влияния на мордовские земли. В 1226 году братья великого князя Святослав и Иван успешно взяли несколько эрзянских сёл. В сентябре 1228 года племянник великого князя Василько Константинович с воеводой Еремеем Глебовичем ходили на эрзянские земли, но вынуждены были вернуться из-за непогоды. В январе следующего года великий князь Юрий с братом Ярославом, племянниками Константиновичами и муромским князем Юрием вторгся на территории эрзянского князя Пургаса, но потерпел поражение. В ответ Пургас, в апреле того же года, напал на город, но не смог его захватить и больше подобных попыток со стороны эрзи не было.
Первая деревянно-земляная крепость занимала чрезвычайно выгодное военно-стратегическое положение на Часовой горе. Была хорошо защищена с одной стороны глубоким оврагом, с другой — крутыми обрывами-осыпями волжского берега.

## Феодальный период
Во время монгольского похода на Северо-Восточную Русь в феврале 1238 года Городец и его окрестности подверглись нападению одного из самостоятельно действовавших отрядов, рассыпавшихся по территории Владимирского великого княжества, после взятия столицы. По другой версии у города был сторожевой полк под руководством воеводы Еремея Глебовича, который участвовал в сражении с монголами под Коломной и был уничтожен.
На короткий отрезок времени в Нижнем Новгороде была установлена «вечевая республика» по типу Великого Новгорода.
В последней трети XIII века из состава Суздальского княжества выделилось Городецкое княжество, в подчинении которого находился Нижний Новгород. Князем стал Андрей Александрович — третий сын Александра Невского. Княжество просуществовало недолго, в начале XIV века составлявшие его города отошли в подчинение Владимирскому великому князю.
В 1311 году шла борьба за великокняжеский трон между владимирским и московским князьями. Московский князь Юрий Даниилович завоевал Нижний Новгород у владимирского князя Михаила Ярославича, где посадил на княжение своего брата Бориса. После смерти Бориса Даниловича, на короткий период времени, город вновь оказался в подчинении великого княжества Владимирского. Находящийся на великокняжеском престоле тверской князь Александр Михайлович, поддержал восстание против ордынцев в Твери. В ответ ему хан Узбек призвал московского князя Ивана Калиту разорить Тверское княжество. К ним присоединился суздальский князь Александр Васильевич. После победы хан Узбек разделил великокняжеские владения, бо́льшую часть отдав московскому князю. Часть земель, включая бывшее Городецкое княжество, досталась Александру Васильевичу. После его смерти в 1331 году земли перешли великому князю московскому Ивану Калите, который управлял им при помощи наместников.

### Столица Нижегородско-Суздальского Великого княжества
В 1341 году после смерти Ивана Калиты хан Узбек разделил основные территории Северо-Восточной Руси. Часть, включавшая Нижний Новгород, Городец и Унжу, перешла во владение суздальского князя Константина Васильевича. Образовалось самостоятельное Нижегородско-Суздальское Великое княжество. На востоке его граница проходила по реке Суре, на юго-востоке и юге — по рекам Пьяна и Серёжа. На западе граница шла по правобережью Оки до Мурома, далее через низовья Клязьмы, включая в себя Суздаль и Шую. На севере границы княжества пересекали нижние течения рек Унжи, Ветлуги и Керженца. Основным опорным пунктом на востоке была крепость Курмыш, основанная в 1372 году. Вдоль границы стояли небольшие крепости-острожки, в которых жили пограничники. Остатки таких крепостей обнаружены по реке Пьяна в Бутурлинском и Сергачском районах.
С 1360 по 1363 гг., в период занятия Дмитрием Константиновичем владимирского стола, Нижний Новгород являлся столицей Руси.
В 1377 году ордынцы напали на Нижний Новгород. В битве при реке Пьяна русское войско потерпело тяжёлое поражение от ордынского царевича Арапши. Дмитрий Константинович Суздальский, оставшийся без войск, отступил в Суздаль. Нижегородцы — в соседний Городец. 5 августа 1377 года ордынские войска вошли в Нижний Новгород. Город был сожжён. Ещё через год, 24 июля 1378 года город был захвачен повторно.
После Куликовской битвы ордынский хан Тохтамыш, в 1382 году с большим войском пошёл на Москву. При приближении татарского войска к Нижнему Новгороду, князь Дмитрий Константинович, желая спасти свою землю от разорения, послал к нему своих сыновей Василия и Семёна, которые поехали с войском и уговорили Москву сдаться.

## Русское царство

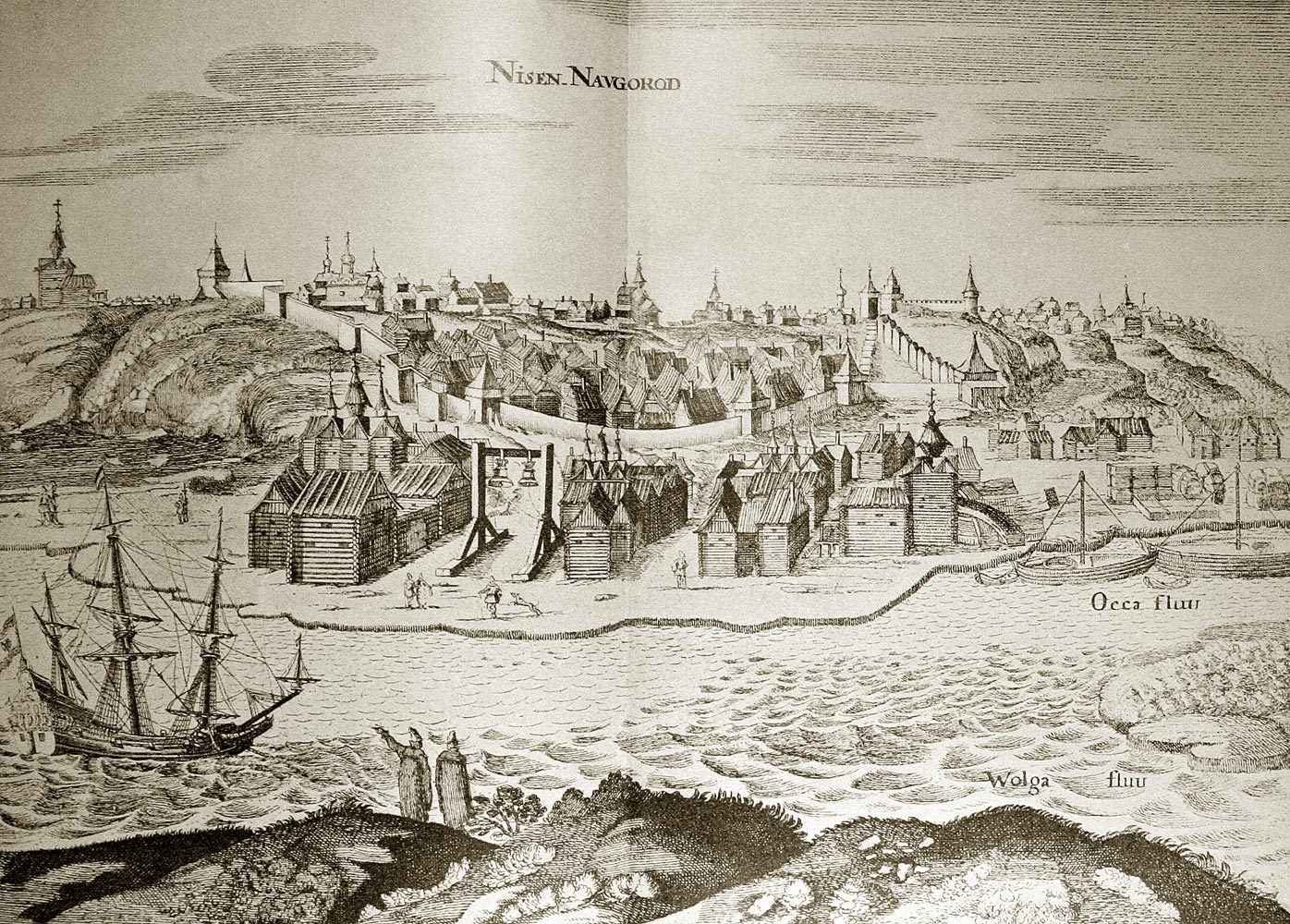
Нижний Новгород в первой половине XVII века. А. Олеарий «Описание путешествия в Московию». 1656

В 1392 году московский князь Василий I, получил ярлык на Нижегородское княжество и захватил Нижний Новгород. Окончательное присоединение Нижегородского княжества к владениям Москвы произошло в конце 1440-х годов.
В 1399 году (по другим данным это был 1395) Симеон Дмитриевич с булгарскими и татарскими отрядами царевича Ентякя захватил Нижний Новгород, после чего его войска, ослушавшись приказа, разграбили город.
В 1408 году город был опустошён во время вторжения темника Золотой Орды Едигея.
В 1414 году Юрий Дмитриевич совершил поход, взяв Нижний Новгород и закрепив его присоединение к Москве. Захватив Нижний Новгород, князь «не сътвори зла ничтоже» его жителям, за что получил признание и уважение горожан.
В 1445 году город был взят войсками казанского хана Улу-Мухаммеда.
Около 1468 года город посетил Афанасий Никитин, упомянувший его в своих путевых записках «Хожение за три моря».
При Иване III и Василии III город играет роль пограничного поста, имеет постоянное войско и является местом сбора при походах на Казанское ханство. В 1508 году был заложен каменный кремль взамен деревянного и построен в 1515 году.
В сентябре 1505 года под стенами недостроенного кремля силами нижегородского гарнизона под руководством воеводы Хабара Симского было отражено нашествие ногайцев и казанских татар под предводительством казанского хана Мухаммед-Амина. Войско нападавших включало 40 000 казанцев и 20 000 ногайцев. Предводитель ногайцев, шурин Мухаммеда-Амина, был убит пушечным ядром, пущенным Федей Литвичем. После чего между ногайцами и татарами произошла резня и хан был вынужден снять осаду.
После похода Василия III на Казань в 1523 году основывается город Василь на реке Суре, к которому переходят пограничные обязанности. После захвата Казани Иваном Грозным пограничная роль Нижнего Новгорода становится незначительной. В 1565 году, после того как царь Иван Грозный разделил Русское царство на опричнину и земщину, город стал земским.

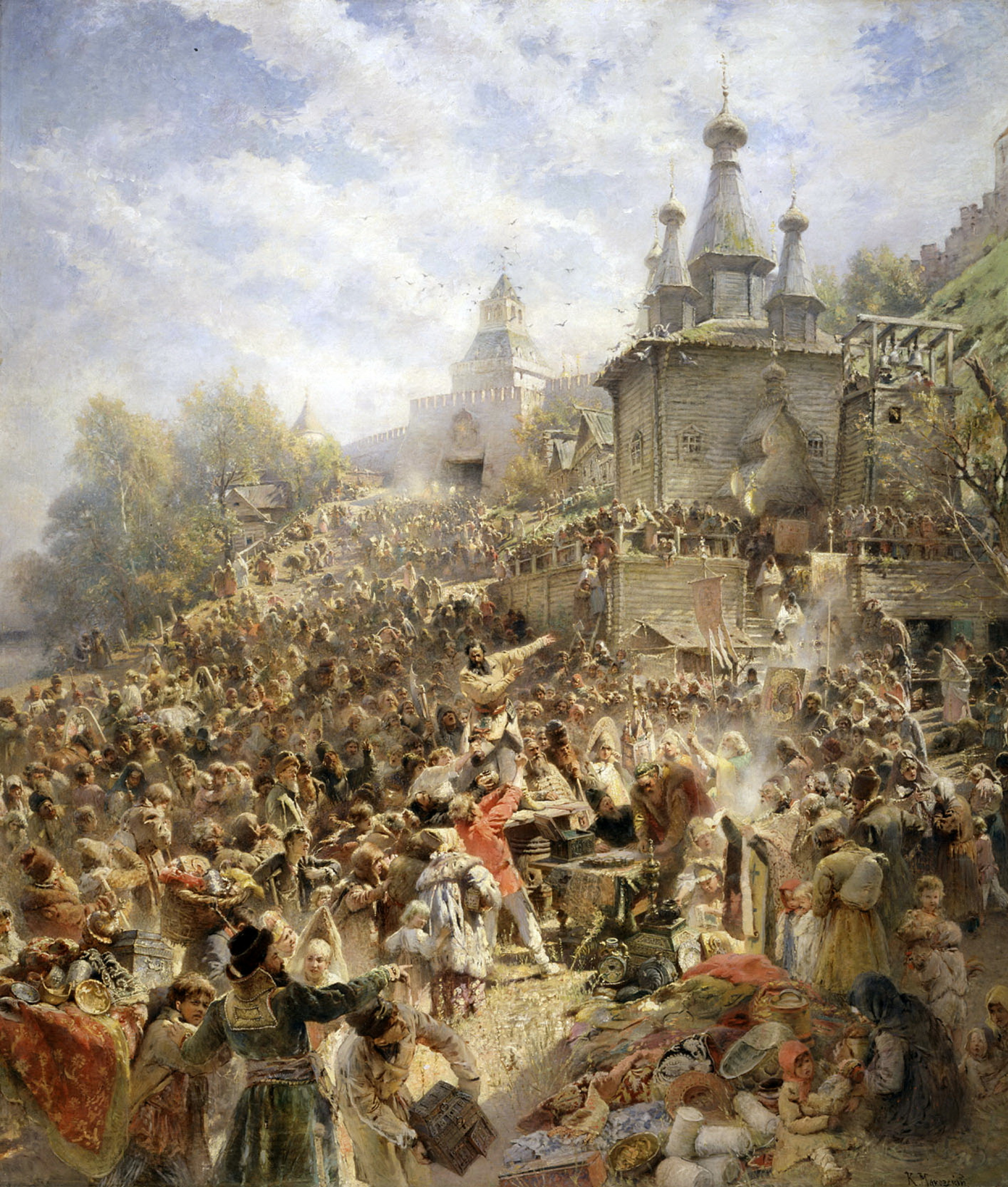
Воззвание Минина. К. Е. Маковский (1839—1915)

### Смутное время
В Смутное время Нижний Новгород, единственный наряду с Троице-Сергиевой Лаврой, продолжал оказывать поддержку оккупированной Москве. Тогда, как почти вся страна находилась в польской оккупации, в Нижнем поляков не было. В то же время нижегородцы избрали нового земского старосту — Кузьму Минина. Спустя некоторое время, он стал призывать горожан к освободительной борьбе против поляков. В этом его поддержали городской совет Нижнего Новгорода, воеводы, священнослужители и военнослужащие. По решению городского совета было назначено общее собрание нижегородцев в Кремле. Там Минин обратился к народу с призывом встать на освобождение России от иностранных интервентов. После собрания горожане стали вносить добровольные пожертвования для создания армии. Кроме того, было издано распоряжение об изъятии части личного имущества для создания ополчения. Минину было поручено возглавить сбор средств и их распределение среди ополченцев.
Затем он поднял вопрос о выборе будущего военачальника. На втором народном сходе жители решили попросить возглавить народное ополчение князя Дмитрия Пожарского. Его родовое имение находилось в Нижегородском уезде, в 60 км от Нижнего Новгорода. Князь по всем своим качествам подходил для роли военачальника ополчения. Он был знатного рода — Рюриковичем в двадцатом поколении.
Пожарский прибыл в Нижний Новгород 28 октября 1611 года и сразу же вместе с Мининым начал организацию ополчения. Они продолжали собирать казну и искать воинов с окрестных городов. После этого была сформирована новая власть, не подчинявшаяся московской семибоярщине. Однако, такое положение дел не устраивало поляков и семибоярщину. Было предпринято несколько попыток ликвидировать новую власть, но они не увенчались успехом. Когда народное ополчение двигалось в сторону Москвы, по пути они освобождали города от польской оккупации и устанавливали в них временную власть князя Пожарского. 22 октября (4 ноября) 1612 года войска Народного ополчения освободили Москву от поляков. В связи с этим, 22 октября (4 ноября) 1649 года князь Алексей Михайлович учредил праздник в честь Казанской иконы Божьей матери. В современной России он празднуется как день Народного единства с 4 ноября 2005 года.
В XVII веке в православной церкви при патриархе Никоне произошёл церковный раскол. Он привёл к тому, что в окрестностях Нижнего Новгорода, а особенно на реке Керженце, образуются многочисленные поселения старообрядцев. Для искоренения раскола в Нижнем в 1672 году основывается епархия. Первым митрополитом Нижегородским и Алатырским назначается архимандрит владимирского Рождественского монастыря Филарет. Митрополичья кафедра просуществовала в Нижнем вплоть до 1719 года.

## Российская империя

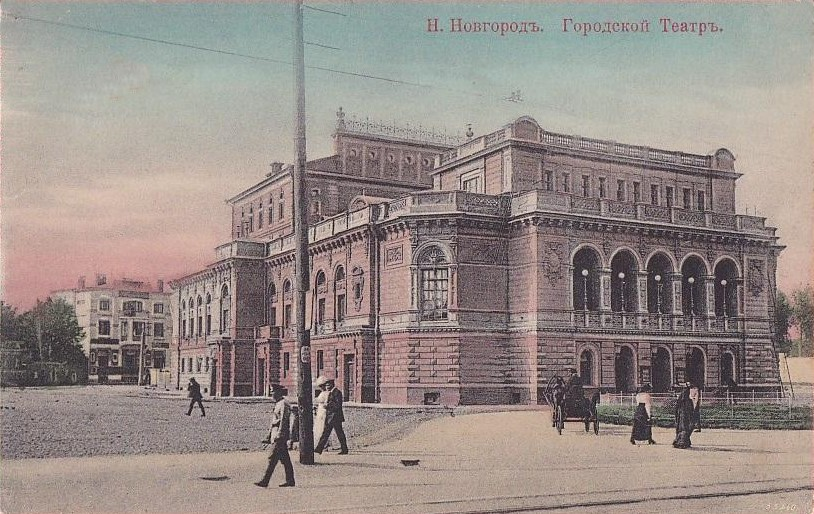
Николаевский театр. 1880 год

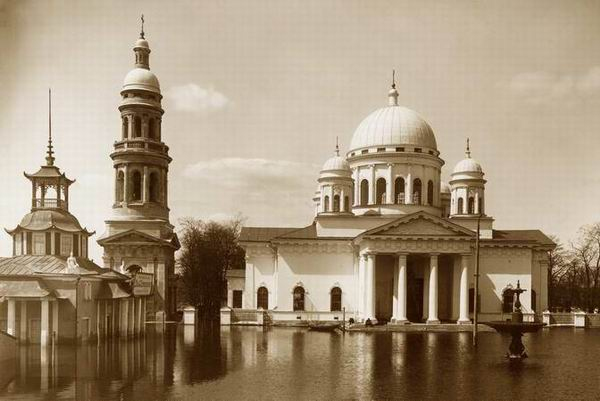
Спасский Староярмарочный собор. 1900 год

В 1695 году, во время своего похода на Азов, в Нижний Новгород приехал Пётр I. В результате его административно-территориальных реформ с 1719 года город стал центром губернии. Царствование Петра ознаменовалось для Нижнего Новгорода изменением отношения к расколу. В 1721 году на епископскую кафедру был назначен архимандрит Кержебельмашского монастыря Питирим, основавший эллино-греческую и славяно-русскую церковные школы. В 1722 году, отправляясь в персидский поход, Нижний Новгород вновь посещает Пётр I. Здесь он отпраздновал своё 50-летие.
В 1767 году город посетила императрица Екатерина II. Ей он совсем не понравился, что стало известно из её высказывания:
Сей город ситуацией прекрасен, но строением мерзок ... Всё — либо на боку лежит, либо близко того…
Во время своего пребывания в городе она познакомилась с местным изобретателем-механиком Иваном Кулибиным. Впоследствии он был приглашён к императорскому двору.
После её визита был составлен новый регулярный план города, предусматривающий квартальную систему. С 1770 по 1913 годы была реконструирована улица Большая Покровская. Она стала постепенно застраиваться каменными домами. В 1798 году был построен первый городской театр. Позднее он стал известен как Николаевский, в честь императора Николая I. Его современное название — театр драмы.
В 1812 году между Россией и Францией произошла война. В результате нападения французской армии на Москву, в Нижний Новгород прибывают московские помещики. Ходят слухи, что после пожара в Москве столицей станет Нижний. Среди прибывших помещиков оказались Н. М. Карамзин, В. Л. Пушкин, Н. Н. Бантыш-Каменский, А. Ф. Малиновский, Ю. А. Нелединский-Мелецкий, К. Н. Батюшков, С. Н. Глинка, которые организовали в городе свой литературный клуб.
В 1817 году в село Кунавино была перемещена Макарьевская ярмарка. До этого она каждый год проходила в 120 км ниже по течению Волги возле Макарьевского монастыря, который сгорел годом ранее. С этого момента ярмарка стала называться Нижегородской а правый и левый берега Оки соединил первый нижегородский плашкоутный мост. Благодаря ярмарке началось быстрое экономическое развитие города и прилегающих к нему сёл. Село Кунавино стало крупной купеческой слободой. Позже здесь были построены промышленные предприятия.
После посещения города в 1834 году Николаем I, было начато внешнее переустройство Нижнего Новгорода. В 1847 году в городе появился водопровод и был построен первый фонтан. В Кремле были уничтожены частные постройки, взамен которых появились новые административные здания. Было построено много новых зданий, улиц, бульваров и садов.
В 1849 году в селе Сормово, вблизи Нижнего Новгорода, было основано крупное промышленное предприятие, позже приобретшее известность как Сормовский завод. С 1850 года оно выпускало речные пароходы, различные машины, железнодорожные вагоны, паровозы, теплоходы, трамваи. Благодаря заводу Сормово вскоре превратилось в большой рабочий посёлок.
В 1862 году было завершено строительство железной дороги Москва—Нижний Новгород. В 1895 году железную дорогу протянули до Сормова. В 1904 году была создана ветка Московско-Казанской железной дороги от Арзамаса к городу для которой был построен Ромодановский вокзал.

### Всероссийская выставка

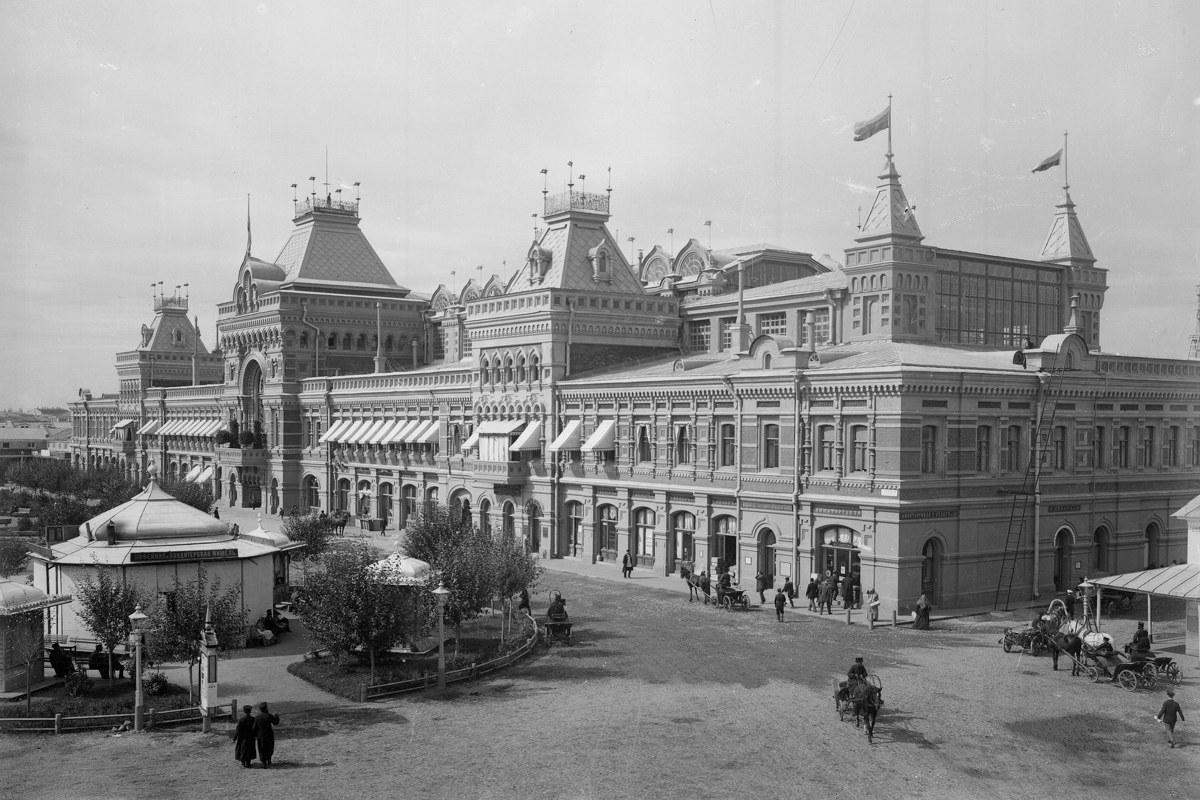
Всероссийская выставка на Нижегородской ярмарке. 1896 год

В 1896 году город принял Всероссийскую торгово-промышленную выставку. К этому событию в городе открылся трамвай. В сельскохозяйственном отделе выставки (в подотделе метеорологии) демонстрировался «Прибор для записи электрических разрядов в атмосфере» А. С. Попова. На выставке демонстрировались также гиперболоидная башня и стальные сетчатые оболочки-перекрытия инженера В. Г. Шухова. На той же выставке был продемонстрирован первый российский автомобиль заводов Фрезе и Яковлева. Двигатель и трансмиссия были изготовлены на заводе Яковлева, а корпус, шасси и колеса — на фабрике Фрезе.

### Революция 1905 года
Весной 1905 года общественно-политическая ситуация в городе вышла из-под контроля властей. Губернатор Павел-Симон Унтербергер доносил в департамент полиции:
На устраиваемых митингах, собраниях, вечерах, где число присутствующих доходит до нескольких тысяч, ораторами произносятся зажигательные речи, которыми население, и рабочий класс в особенности, призывается к неповиновению властям, свержению существующего правительства, к всеобщему вооружению, революции. На митингах и собраниях распространяются прокламации крайних партий, и производится сбор пожертвований на всеобщее вооружение

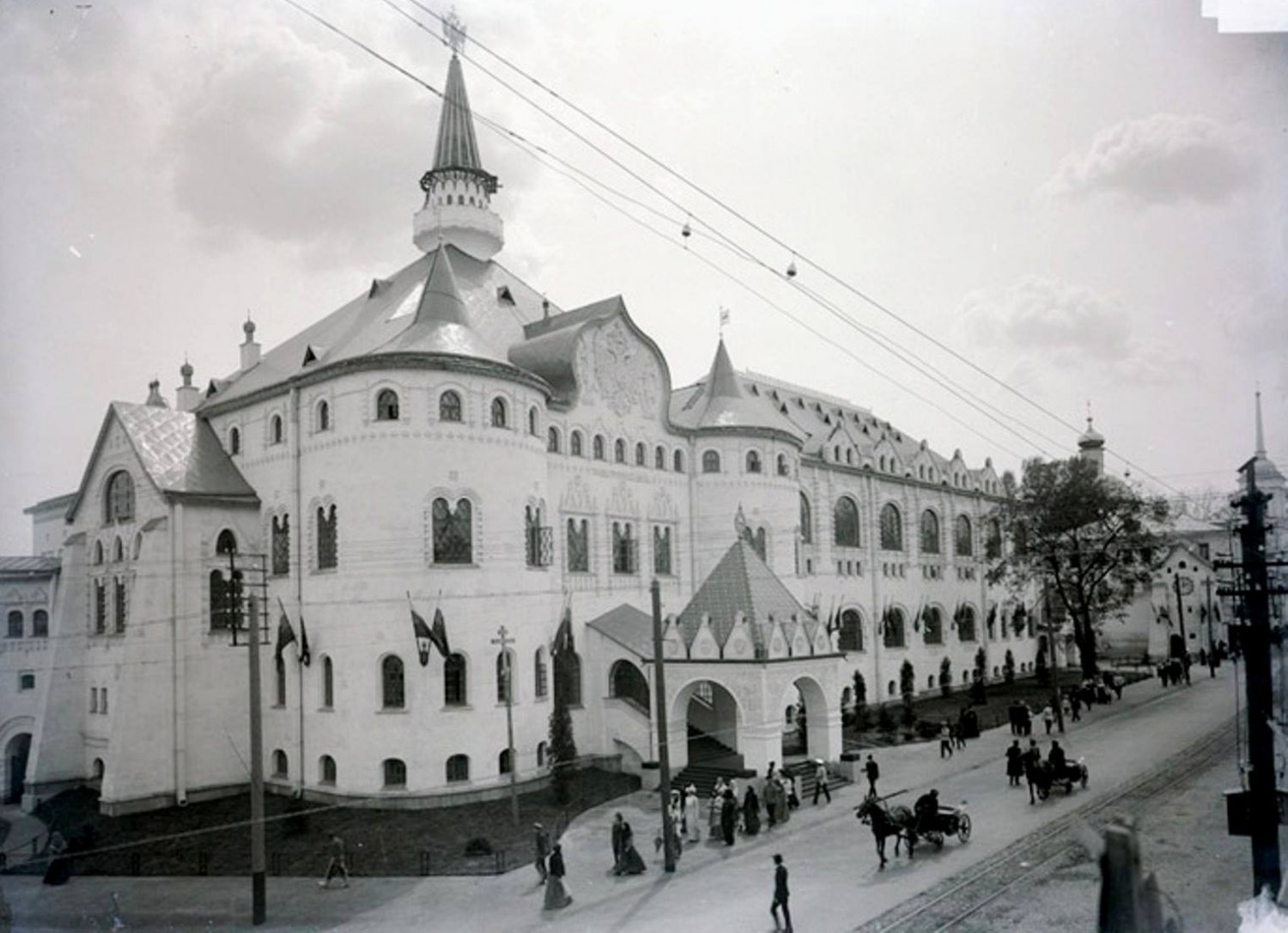
Государственный банк. 1913 год

Всегда четко следовавший букве закона и не допускавший даже мысли о возможности применить силу против своего народа, гуманист Унтербергер не справился с ситуацией. В первых числах ноября 1905 года его отозвали из Нижнего. На смену ему был назначен барон К. П. Фредерикс.
В декабре 1905 года в районах Сормово и Канавино произошло восстание рабочих Сормовского завода, организованное местными ячейками нескольких партий.
В апреле 1908 года произошло одно из сильнейших наводнений. Рождественская улица, Казанский вокзал, Бугровские мельницы и завод Курбатова были затоплены.Также наводнение произошло в населённых пунктах-спутниках: Сормово, Гордевка, Кунавино, Молитовка. Позднее они стали частью современного города.
В 1913 году был построен Государственный банк, который открывал лично Император Николай II.
Во время Первой мировой войны, в 1915 году, в Нижний Новгород были эвакуированы заводы Фельзер и Этна. В 1916 году в городе открылся первый Народный государственный университет. В 1917 году был эвакуирован Варшавский политехнический институт, на основе которого был создан Нижегородский политехнический институт.

## Советский период

### Революционный Нижний
После Февральской революции обстановка в городе начала накаляться. 4—7 июля 1917 года в запасных полках Нижегородского гарнизона произошло вооружённое выступление солдат (поводом стал приказ об отправке на фронт излечившихся в госпиталях фронтовиков, при этом в городе оставлялось большое количество запасных частей, никогда не бывавших на фронте), для подавления которых прибыли юнкера и верные Временному правительству части из Москвы; конфликт дошёл до боевых действий на улицах города вплоть до применения артиллерии с жертвами с обеих сторон.
В сентябре 1917 года готовились выборы в городскую думу. В июне стало известно, что в избирательные списки не было включено население фабричных посёлков — Молитовки, завода «Фельзер» и «Новая Этна». 14 июня рабочие вышли на демонстрацию с требованием избирательных прав. Дума вынуждена была пойти на уступки, включив эти посёлки в Канавинский избирательный округ. На сентябрьских выборах одержал победу В. Г. Ганчель — представитель партии эсеров.
После Октябрьской революции советская власть установилась в городе осенью 1917 года.

### Гражданская война
После начала Чехословацкого мятежа и сдачи Казани Нижний Новгород превратился в прифронтовой город. 
С 10 августа по 10 сентября 1918 года вводилось военное положение под управлением Военно-революционного комитета. Активно проводились обыски и аресты среди буржуазии и офицерства. В Кремле, на берегу Волги были установлены 130-мм орудия специально доставленные с Балтики, на подступах к городу в районы Васильсурска и Лыскова высланы заградительные отряды. На протяжении Гражданской войны неоднократно проводились мобилизации и формировались различные воинские части, одной из крупнейших стала 11-я стрелковая дивизия численностью 30 тысяч человек, которой придали артиллерию и 24 самолёта.
В 1918 году по личному указанию Ленина в Нижнем Новгороде, на базе Сормовского завода, создается Волжская военная флотилия, сыгравшая большую роль в контроле над Волжско-Камским бассейном. Там же, в сентябре 1920 года был выпущен первый русский серийный танк. В декабре 1918 года начала работу Нижегородская радиолаборатория, ставшая первым советским научно-производственным объединением в области радиотехники и единственным, в тот период, поставщиком радиоламп для средств связи.
В 1919 году Кунавино и Сормово получили статус городов. В оборот вместо названия «Кунавино» постепенно вошло «Канавино».
За период Гражданской войны значительно ухудшилось социально-экономическое состояние региона, город испытывал нехватку топлива, продовольствия, сырья для предприятий. Остро стояла жилищная проблема, коммунальное хозяйство и городской транспорт пришли в аварийное состояние. В 1921 году Нижегородскую губернию затронула засуха и голод в Поволжье. Количество предприятий и численность рабочих на них снизилось с 66,6 тысяч (в период Первой мировой войны) до 38,2 тысяч, многократно упал выпуск продукции. Во властных структурах не прекращалась борьба с контрреволюцией и между различными течениями в рядах революционеров (большевики, меньшевики, эсеры, троцкисты и т.п.).
Тем не менее, экономическая жизнь не останавливалась. Большинство заводов, оставшихся от Российской империи, а также крупных строек, находилось под жестким контролем. На госснабжении работали заводы «Фельзер» («Двигатель революции»), «Сименс и Гальске» («Завод им. В. И. Ленина»), «Теплоход», завод Добровых и Набгольц (им. Воробьева), «Новая Этна», «Салолин» (Нижегородский жиркомбинат), щетинная и две швейные фабрики, городская электростанция, типографии. Продолжалось строительство железнодорожных линий Нижний Новгород - Котельнич, Сормово - Балахна, Выкса - Кулебаки. В период с 1921 -1925 гг., в рамках плана ГОЭЛРО, была построена Нижегородская ГРЭС (позднее ГоГРЭС), ставшая крупнейшей электростанцией, работающей на торфе. ГоГРЭС сыграла большую роль в последующем промышленном развитии города.

### Индустриализация
В 1929 году города Сормово и Канавино были упразднены, а их территория вместе с некоторыми сёлами включена в состав Большого Нижнего Новгорода, который стал делиться на районы. В этом же году было отменено старое административное деление страны на губернии. Нижегородская губерния упраздняется. Нижний Новгород стал центром Нижегородского края (с 1932 года и до упразднения — Горьковского края). 7 октября 1932 года, указом ВЦИК и постановлением президиума крайисполкома, город переименован в Горький, в связи с 40-летием литературной и общественной деятельности писателя Максима Горького. В 1933 году Горьковский край расширяется и город становится центром Горьковской области.
В этом период город получил надёжное сообщение между правым и левым берегами Оки и железнодорожное сообщение с левым берегом Волги. В период 1929 - 1933 гг., на месте временного плашкоутного моста, через Оку был построен Канавинский мост длиной 795 метров, ставший первым капитальным мостом Нижнего Новгорода. В 1932 - 1935 гг. строится, также, железнодорожный мост через Волгу, по которому прошла железная дорога на Вятку. Благодаря этому стало возможно проехать через Горький на Урал и в Сибирь.
1930-е годы — время бурной индустриализации. В 1932 году начал работать крупнейшее промышленное предприятие Горьковский автомобильный завод, который являлся важным объектом оборонной промышленности в тяжёлые годы Великой Отечественной войны. В 1930—1940-х годах город даже упоминался как «Русский Детройт». Тогда же вокруг ГАЗа был построен новый крупнейший Автозаводский район. В современности его население составляет около 300 000 человек. Первоначально он был задуман, как отдельный город, однако, позже был переделан в район города.
В период 1929 - 1932 гг. строится авиационный завод №21 на котором, в довоенное время, был налажен выпуск истребителей И-5, И-16, ЛаГГ-3. Во время Великой Отечественной войны завод выпустил около 25% всех советских истребителей, среди которых немалую долю составляли новейшие модели: Ла-5, Ла-5ФН, Ла-7.
В 1932 году, на базе кузнечного производства завода «Красное Сормово» был организован завод «Новое Сормово», в 1934 году ставший промышленной базой конструкторского бюро В. Г. Грабина. На заводе производились пушки Ф-22, Ф-34, ЗиС-2, ЗиС-3, ЗиС-6, БС-3 и др. Методы скоростного проектирования и поточного производства артиллерийских систем, внедренные на этом предприятии, позволили только за 3 года войны выпустить около ста тысяч артиллерийских орудий.
Кроме того, в 1932 году на Стрелке был создан речной порт, развиваются и модернизируются многие дореволюционные предприятия, создаются новые НИИ и учебные заведения.

### Великая Отечественная война

Построение 322-й стрелковой дивизии на Советской площади перед отправкой на фронт

После начала Великой Отечественной войны в Горьком прошёл общегородской митинг, несколько тысяч человек записались добровольцами на фронт, начали формироваться отряды народного ополчения, развернулось всеобщее обучение трудящихся военному делу. Подготовку бойцов разных специальностей вели курсы и кружки Осавиахим, военно-учебные пункты и офицерские военные училища.
На территории города и области было сформировано 56 воинских частей и соединений регулярной армии, которые воевали на всех фронтах войны. Кроме того, к ноябрю 1941 года в городе были сформированы 72 отряда народного ополчения (34 568 человек), которые участвовали в битве под Москвой. Всего на фронтах Великой Отечественной войны сражались 822 тысячи горьковчан — каждый четвёртый житель области. Из них более 350 тысяч человек не вернулись с полей сражений — погибли, пропали без вести или умерли от ран в госпиталях.
Из морских походов не вернулись 130 подводников. За боевые подвиги высшей награды — Золотой Звезды Героя были удостоены 316 горьковчан.
К началу октября 1941 года, немецкие войска вышли к Москве и возникла угроза обходного прорыва моторизованных частей в район Горького. 20 октября 1941 года началось масштабное строительство рубежей обороны, на которое было мобилизовано около 350 тысяч жителей города и области. 31 октября начал возводиться Окский оборонительный рубеж, общей протяженностью 1134 км, которым занимались 14 полевых строительств. Оборонительная полоса располагалась в 70-80 км от города по направлению Выкса - Муром - Фоминки - Гороховец, затем, западнее Чкаловска, выходила к Волге, простираясь до Юрино и состояла из противотанковых рвов, эскарпов, батарейных районов, дзотов и других инженерных сооружений. Строительство закончилось в январе 1942 года.
Как крупный промышленный центр, Горький неоднократно подвергался налетам немецкой бомбардировочной авиации. В ноябре 1941 года началось формирование Горьковского района ПВО. Первые авианалёты были совершены днём 4 ноября и на следующую ночь. В 1942 году старший лейтенант Петр Иванович Шавурин, летчик-истребитель 722-го ИАП ПВО, оборонявшего Горький, совершил 2 успешных тарана, став единственным советским лётчиком, имеющим безусловное подтверждение двух «таранных» побед. В июне 1943 года на город было совершено три крупных налёта. Основной целью был автозавод им. Молотова. На город была сброшена 1631 фугасная бомба и 33 934 зажигательных, из них на завод — соответственно 1095 и 2493. На автозаводе было разрушено или повреждено 50 зданий и сооружений, более 9 тыс. конвейеров и транспортёров, 5900 единиц технологического оборудования, 8 тыс. моторов, 28 мостовых кранов, 8 цеховых подстанций, 14 тыс. комплектов электроаппаратуры и приборов. Погибло 254 жителя Автозаводского района и 28 бойцов ПВО, ранено 492 жителя и 27 бойцов. Завод фактически перестал существовать и был отстроен заново лишь к середине 1944 года. Всего за время войны вражеские бомбардировщики совершили 43 налёта на Горький, из них 26 налётов ночью.
Во время войны в Горьком были созданы эвакуационный пункт и эвакуационная база (в речном порту) для обслуживания и распределения потока эвакуируемых. В десятках госпиталей за годы войны прошли лечение более 500 000 раненых воинов.
После того как Москва, Ленинград, Воронеж, Тула, Сталинград и другие города, попали в зону боевых действий, Горький стал крупнейшим центром оборонной промышленности в тылу Красной Армии. Для фронта в городе было произведено:
- 38 318 (37%) танк, САУ и бронемашин
- 43 688 (35,4%) минометов
- 16 324 (26%) самолётов
- 27 (43,1%) подводных лодок
- 109 636 (34,5%) автомашин
- 85 722 (60%) радиостанций,
- 101,7 тысяч артиллерийских орудий; 1165 «катюш», 3 бронепоезда, более 150 млн. боеприпасов и многое другое.[51][56].

К 30-летию Победы, у стен Кремля, был открыт мемориал «Горьковчане — фронту».

### Послевоенные годы

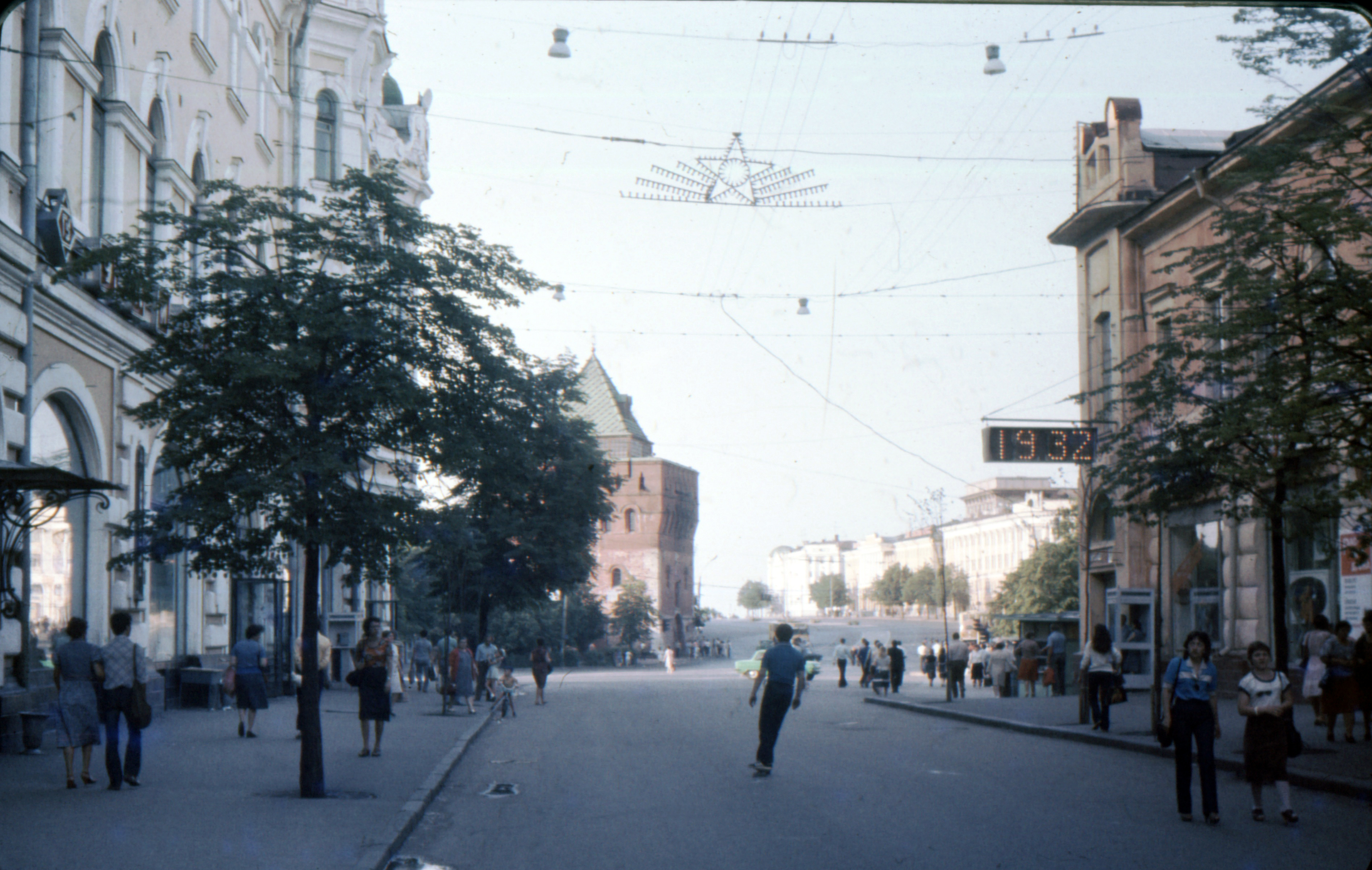
Центр Горького (улица Свердлова)

В 1946 году с конвейера Горьковского автозавода вышла легковая машина ГАЗ-М-20 «Победа» и грузовой автомобиль ГАЗ-51. В 1947 году в городе было запущено троллейбусное сообщение. В 1949 году было завершено строительство Чкаловской лестницы. 7 октября 1949 года произошла крупная катастрофа пассажирского речного судна «финляндец» № 6, осуществлявшего рейс Горький — Бор. В апреле 1951 года началось строительство Горьковской ГЭС. Первая турбина станции была поставлена под нагрузку 2 ноября 1955 года. В 1957 году завод «Красное Сормово» выпустил скоростное судно на подводных крыльях «Ракета-1» (главный конструктор Ростислав Алексеев). Первый любительский телецентр, размещавшийся в клубе имени Фрунзе, начал работу в 1953 году. Строительство Горьковского государственного телецентра завершено осенью 1957 года.

### Закрытый город Горький
Расположенные в городе оборонные предприятия привлекали внимание иностранных спецслужб. Как пишет А. В. Осипов в книге «Из истории Нижегородских спецслужб»:
В 1956 году Горький посетили 78 иностранцев из капиталистических стран, в их числе находились 22 установленных разведчика. А в 1957 году — уже 245 иностранцев из капиталистических стран, в том числе 26 официальных разведчиков из состава дипломатического корпуса.
Это послужило причиной закрытия города: 4 августа 1959 года вышло постановление Совета Министров СССР «О закрытии города Горького для посещения иностранцами».
18 января 1970 года на заводе «Красное Сормово» произошла радиационная авария. При строительстве атомной подводной лодки К-320 проекта 670 «Скат» произошёл несанкционированный запуск реактора.
2 декабря 1970 года указом Президиума Верховного Совета СССР Горький был награждён Орденом Ленина. Это нашло отражение в современном гербе города — гербовый щит с традиционным оленем обрамлён орденской лентой Ордена Ленина.

### Перестройка
В 1985 году в городе был открыт метрополитен.
В начале 1990-х годов статус «закрытого города» был снят и город стал доступен для посещений иностранцами.
22 октября 1990 года Указом Президиума Верховного Совета РСФСР городу было возвращено историческое название Нижний Новгород.

## Современная Россия

### На рубеже XX и XXI веков

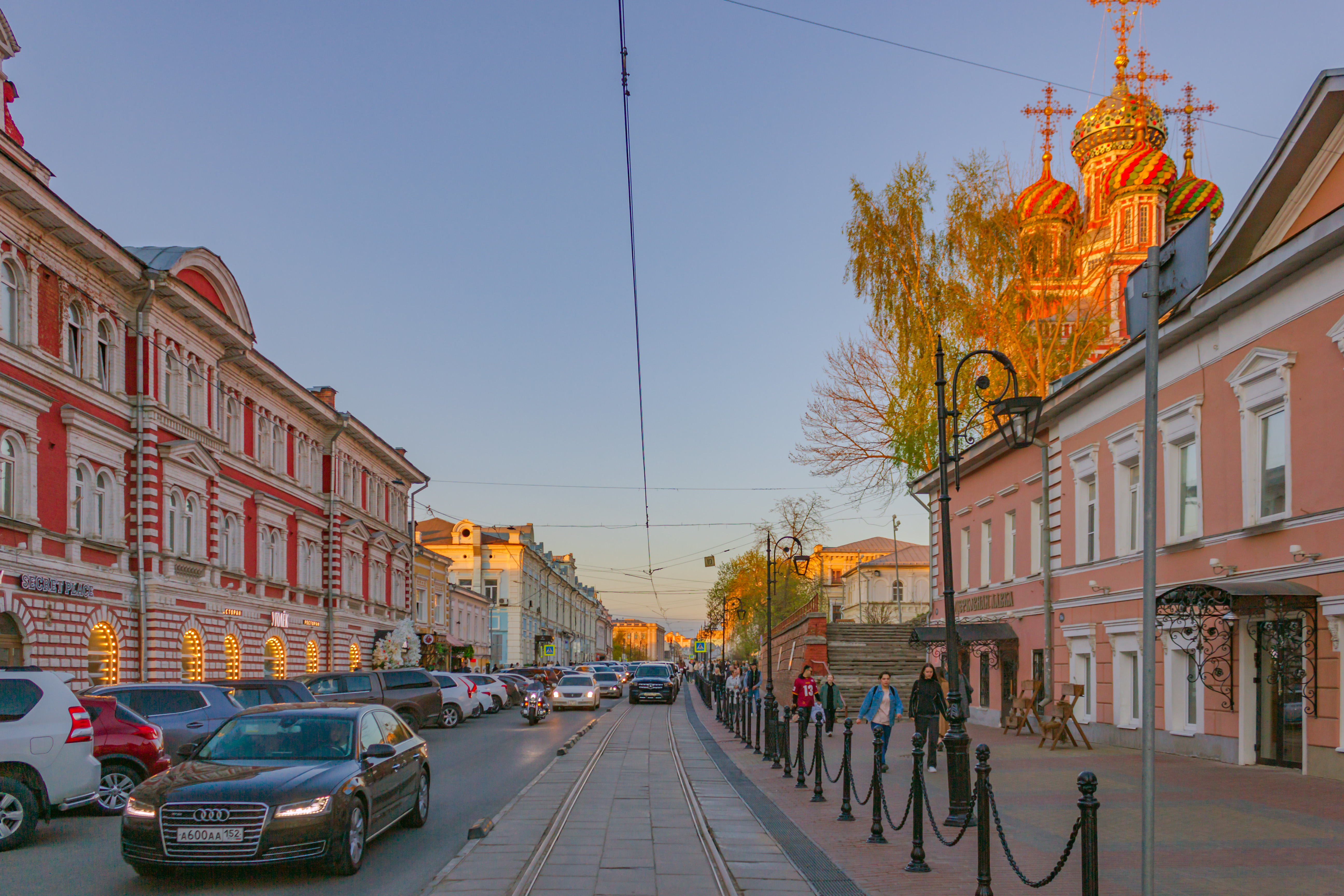
Рождественская улица

В 1990-х года при губернаторе Нижегородской области Борисе Немцове (1991—1997), в городе было построен ряд оригинальных зданий.
В конце XX века в городе стали активно развиваться информационные технологии, было открыто множество коммерческих предприятий работающих в сфере предоставления услуг мобильной связи, интернета и разработки программного обеспечения. Нижний Новгород стал одним из крупнейших российских центров в сфере IT, сохраняя этот статус на протяжении нескольких лет. На территории города и области свои услуги предоставляют 8 операторов сотовой телефонной связи, что является уникальным для России. В ходе расширения информационной сферы, в городе был создан технопарк «Анкудиновка».
В 2000-х годах начала развиваться транспортная проблема, связанная с недостаточной пропускной способностью нижегородских мостов, связывающих Нижнюю часть города и Верхнюю, где был сосредоточен центр деловой активности. До 2009 года их было три. В ноябре 2009 года было открыто движение по автомобильной части метромоста, но из-за незавершённости подходов проблему пробок на мостах это не решило.
Перенос деловой активности из перегруженного исторического центра в заречную часть города предусматривался ещё в 1980-е годы. В 2008 году это было закреплено в генплане, но в 2009 году он был отправлен на доработку. Генеральный план города был утверждён 17 марта 2010 года депутатами городской думы, повторные публичные слушания при этом не проводились.
С сентября 2011 года активно ведутся работы по решению проблемы транспортных узлов центра Нижнего Новгорода: расширяются и улучшаются подходы к мостам. В 2013 году была запущена городская электричка, являющаяся альтернативой линии метро из Сормова к Московскому вокзалу. Из-за затруднения движения по Борскому мосту, в феврале 2012 года была построена канатная дорога. Она соединила между собой Нижний Новгород и Бор. Её ежедневный пассажиропоток составляет около 5000 человек.

### Чемпионат мира по футболу в 2018 году

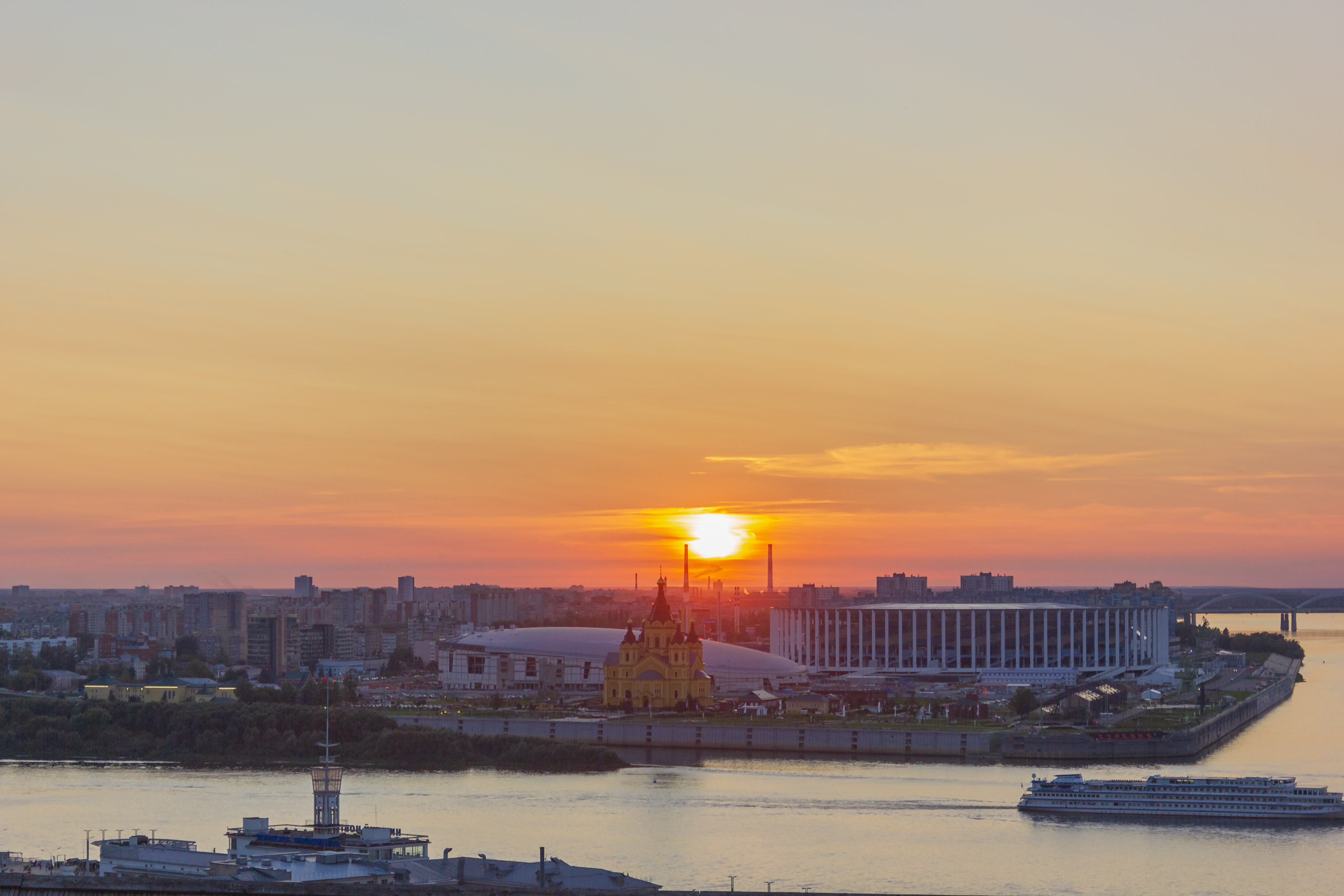
Стрелка

В 2018 году в городе прошёл Чемпионат мира по футболу. В связи с этим город претерпел серьёзные изменения. Была полностью реконструирована Стрелка. Построен новый стадион, ликвидирован старый речной порт, создан новый парк и построены набережные. 31 июля 2017 года был открыт второй Борский мост и подъездные пути к нему. Также изменился исторический центр. Прошла масштабная реставрация старых улиц и зданий, открыты новые музеи, построены отели и реконструированы парки.

### 800-летие Нижнего Новгорода
В 2021 году Нижний Новгород отпраздновал своё 800-летие. Был обновлён парк «Швейцария». Был дан старт проекту «Школа 800» — комплекс из трёх зданий в Нижегородском и Сормовском районах, а также в г. Бор.

### Художественная литература
- Барякина Э. В. «Аргентинец» (М: Рипол-классик. — 2011 г. — ISBN 978-5-386-03723-9) — о захвате большевиками города и первых годах советской власти.
- Горький, Максим «Мать» — о рабочем движении в Сормово в начале 20-го века.